# Lycenchelys tohokuensis
Lycenchelys tohokuensis är en fiskart som beskrevs av Anderson och Imamura 2002. Lycenchelys tohokuensis ingår i släktet Lycenchelys och familjen tånglakefiskar. Inga underarter finns listade i Catalogue of Life.